# ウェイクフィールド (小説)
「ウェイクフィールド」（Wakefield）は、ナサニエル・ホーソーンの小説。一人の男がある日ふと妻を置いて出かけ、そのまま帰らずに、妻にも知らせないまま自宅のすぐ隣の通りで20年間暮らした後、なにごともなかったようにひょっこり帰ってきた、という筋の、不条理な味わいを持つ短編作品である。『ニューイングランド・マガジン』1835年5月号初出、1837年に短編集『トゥワイス・トールド・テールズ』に収録された。世界的な短編作家であるホルヘ・ルイス・ボルヘスは、この作品を「ホーソーンの短編のうちの最高傑作であり、およそ文学における最高傑作のひとつと言っても過言ではない」と評価している。

## あらすじ
まず最初に作者から、古い新聞か雑誌で読んだ話だとして、物語の梗概が簡単に説明される。ある夫婦がロンドンに住んでいた。仮にウェイクフィールドと名づけられた夫は、ある日旅行に出かけると偽って、自宅の隣の通りに家を借り、妻にも知人もそのことを知らせないまま、以来20年もの間これといった理由もなしにそこに住み続けた。そしてとうに死んだものとして彼の遺産が整理され、妻もとっくに寡婦としての生活を受け入れていたころに、まるで一日出かけていただけといった風情でひょっこり帰宅し、以後は愛情深い夫となって残りの人生を暮らした。
続いて作者は「ウェイクフィールド」がどのような人物であったかを思い描く。ウェイクフィールドは当時人生の盛りにあり、妻にも穏やかな愛情を抱いていた。知的ではあったが、その知性を積極的に働かせるようなことはなく、ただとりとめのない黙想に浸ることがあるだけだった。知人に尋ねれば、彼が奇行を行なうような人物だとは誰も考えなかったというだろう。ただ妻にしてみれば、例えば夫の密かな利己心や、別に何でもないようなことを秘密にしたがるようなところ、また言葉にうまくできないような漠然とした奇妙な感じ、といったことにうすうす気付いていたかもしれない。
作者はウェイクフィールドが家を出たときのことを想像する。ウェイクフィールドはこのときには、自分の運命を何も自覚していなかっただろう。ロンドンの雑踏に紛れ、行きつ戻りつの後で、彼は予め用意してあった、自宅のすぐ隣の通りの下宿に身を落ち着ける。自分はこれからどうするつもりなのか？ 最初は一週間家を空けて、その間に妻が夫の不在をどう耐えるか、自分の知人関係にどんな変化が生じるかを見るつもりだったらしい。しかし1日目にもうすぐ、妻の様子を見に自宅に戻ってその階段を踏みかけ、はっと気付いて急いで誰にもみられないまま引き返してから、何か決定的な変化が起こってしまった。
ウェイクフィールドは鬘を注文し、まったく別の人間になりおおせた。夫が帰らなくなったために妻が病に伏せったこともわかったが、それでも自宅にもどることができない。また一日、また一日と帰る日を延ばし、その間に彼は自宅の敷居を一度も跨ぐことなく、ただ近所をうろつくしかできない。妻の心から次第に夫の影が薄くなっていくが、一方夫の方は妻への愛をしっかりと持っている。そして20年経ったある晩、ウェイクフィールドはいまだ「自宅」と呼んでいる家に向かって散歩に出かける。にわか雨の降る風の強い晩で、ふと自宅を見ると、二階の居間の窓に心地よさそうな暖炉の明かりが浮かび、ウェイクフィールド夫人の影もちらちらかすめている。そのとき再びにわか雨が降りだし、自分の体がしんから冷え切っているのを感じたウェイクフィールドは、玄関の階段を上り、扉を開いた。
作者は最後にこう結んでいる。「人間一人ひとりは一個の体系にきわめて精緻に組み込まれ、体系同士もたがいに、さらには大きな全体に組み込まれている。それゆえ、一瞬少しでも脇にそれるなら、人は己の場を永久に失う恐ろしい危険に身をさらすことになる。ウェイクフィールドのように、いわば宇宙の追放者になってしまうかもしれぬのである」。

## 原典
この話の筋はウィリアム・キング『政治的文学逸話』（1818年）から取られており、原典では男の名前はハウとなっているが、ホーソーンのウェイクフィールドと同じ行動をしたことが記されている。「ウェイクフィールド」の名はオリヴァー・ゴールドスミスの『ウェイクフィールドの牧師』を連想させるが、ジョーゼフ・バーロウ・フェルト『セーレム年鑑』から得られたものとも考えられる。またマサチューセッツには実際にウェイクフィールドという名の人物がいた。

## 影響
「ウェイクフィールド」に依拠した作品としてはポール・オースター『幽霊たち』（1986年）がある。この作品は「ブルー」という名のニューヨークの探偵が、見張りの仕事をするうちにずるずると何年もの間恋人とも会わずに過ごしてしまうというもので、「ウェイクフィールド」と同様都会生活の中の匿名性を主題としているばかりでなく、作中人物が「ブルー」に向かって「ウェイクフィールド」の物語を語って聞かせるくだりがある。
アルゼンチンの作家エドゥアルド・ベティは1999年に「ウェイクフィールド」を題材にした『ウェイクフィールドの妻』という小説を発表している。この作品では舞台設定をすべて「ウェイクフィールド」に依拠しながら、夫である「ウェイクフィールド」ではなく彼の妻の視点で物語を構成している。この作品はラテンアメリカ諸国やスペイン語圏で評価を受けた他、イギリスの『タイムズ文芸付録』で高く評価されるなどし、2001年にはフェミナ賞外国小説部門にノミネートされている。
スペインの作家エンリーケ・ビラ＝マタスの小説『バートルビーと仲間たち』（2000年）は、メルヴィルの『代書人バートルビー』を軸にした、社会への参加を拒否しようとした人物が登場する作品や、あるいは積極的な文筆活動をしない、執筆を行なったとしてもいつまでも発表しないような作家の目録であり、ここでも前者の例として「ウェイクフィールド」への言及がある。